# Model estadístic
Un  model estadístic  és una expressió simbòlica en forma d'igualtat o equació que es fa servir en tots els dissenys experimentals i en la regressió per indicar els diferents factors que modifiquen la variable de resposta.
El model estadístic més simple és l'utilitzat en els dissenys complets aleatoritzats (DCA).
El seu model és:
{\displaystyle \ Y_{(ij)}=\mu +t_{i}+\epsilon j(i)}
On
 I  = és la variable de resposta d'interès
 μ  = mitjana general de la població sobre la qual s'està treballant
 t  = és la variació que s'atribueix als nivells del factor que s'està avaluant (efecte dels tractaments)
 ξ  = és la variació dels factors no controlats (l'error experimental)
 i  =  i -èsim tractament
 j  =  j -èsima repetició de cada tractament
 j  ( i ) = és la variació de les unitats experimentals niat en els tractaments
Els models estadístics poden ser lineals o no lineals.